# فورد اکسپلورر
فورد اکسپلورر خودروی اس‌یووی آمریکایی، محصول شرکت خودروسازی فورد است و از سال ۱۹۹۰ تاکنون تولید می‌شود. این خودرو از سال ۲۰۱۱ شاهد تغییرات بسیاری بوده و چهره‌ایی مدرن و پیشرفته به خود گرفته است و یک کراس اوور بزرگ نامیده می شود.

## نگارخانه

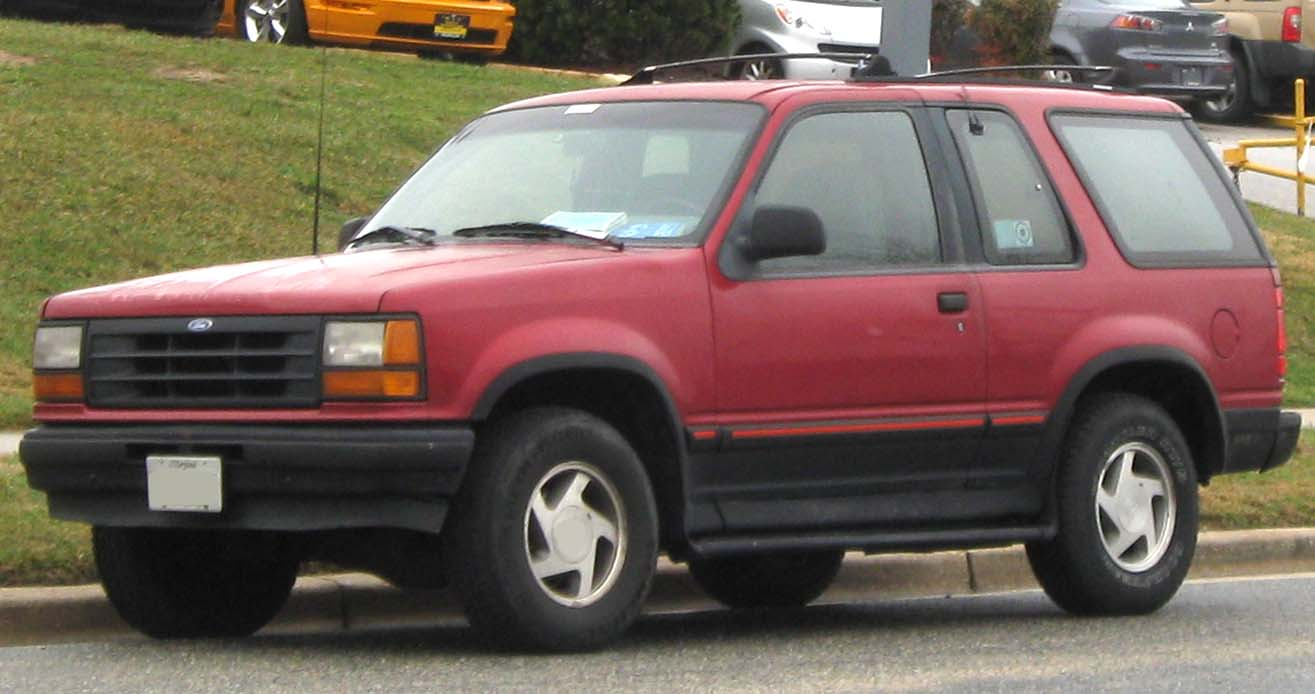
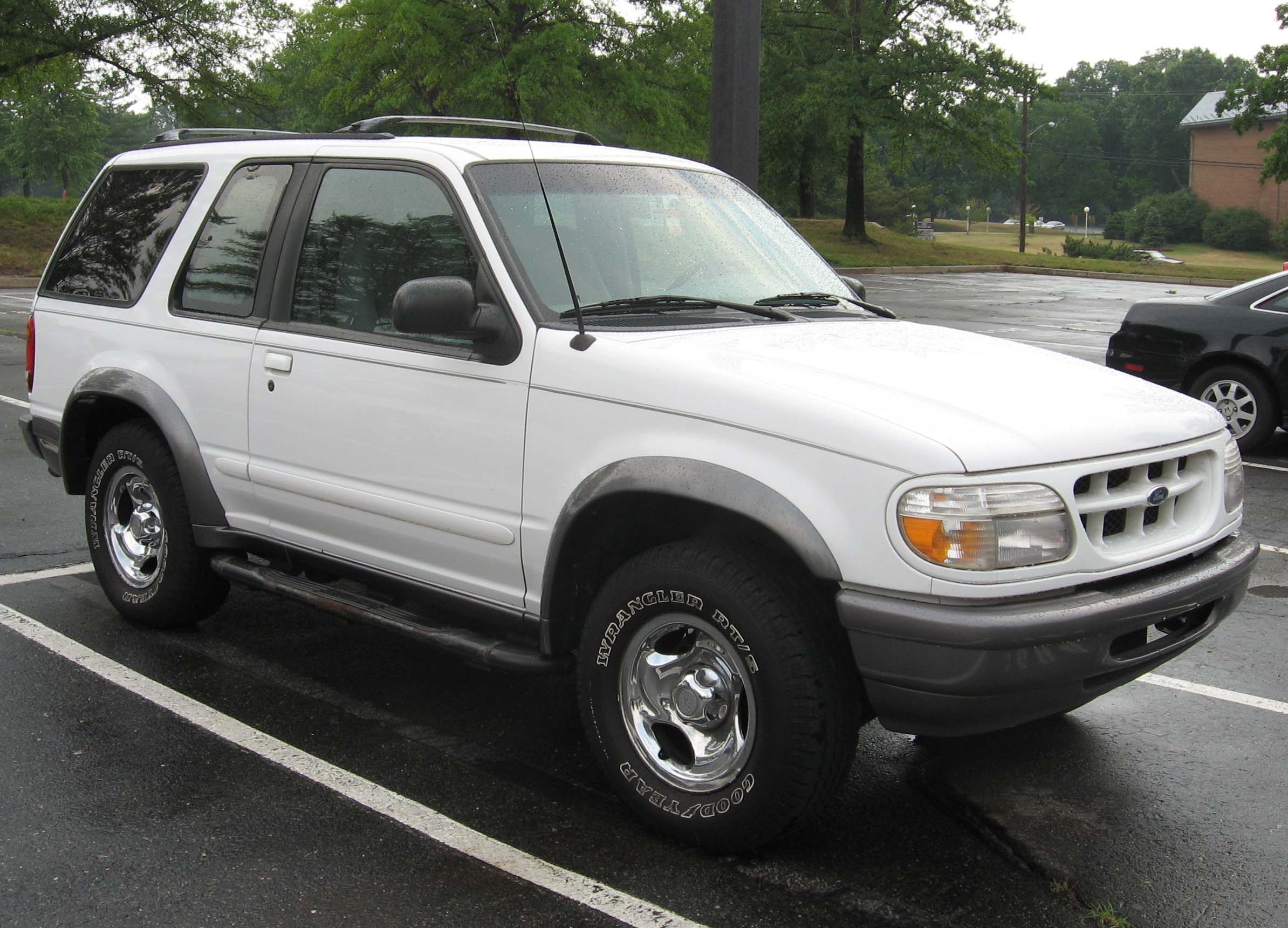
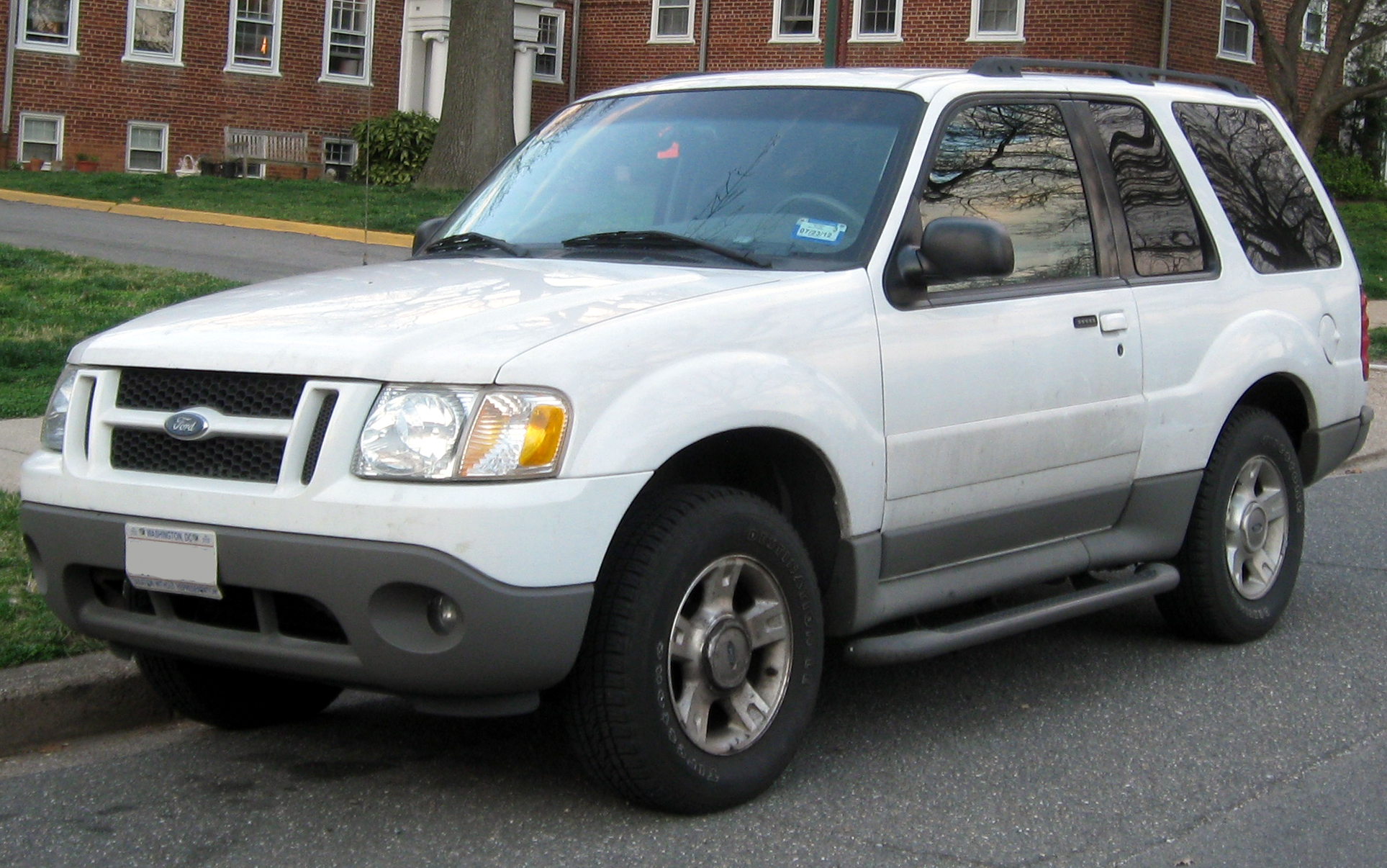